# روبرت گامنی

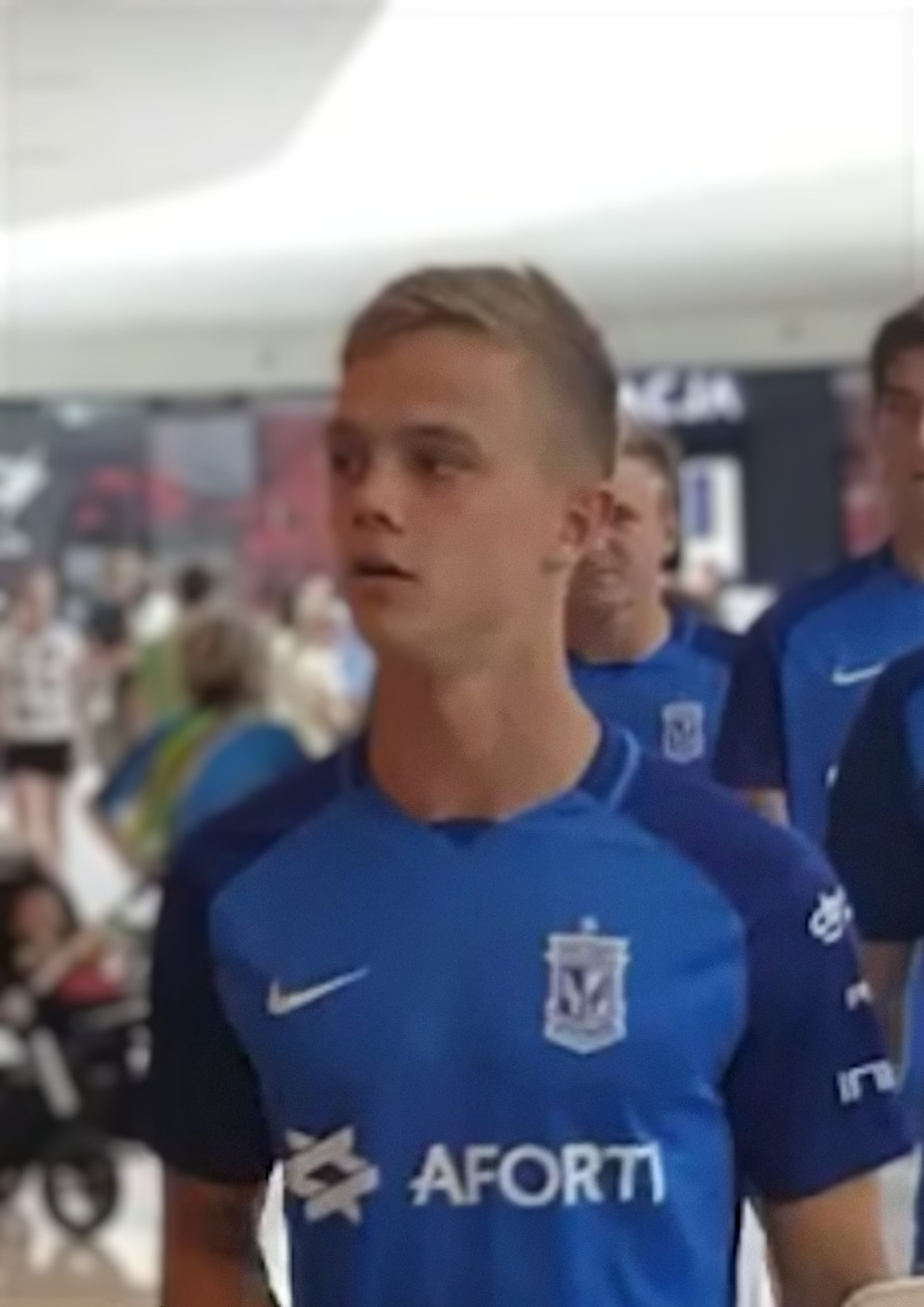
روبرت گامنی در سال ۲۰۱۷

روبرت گامنی (انگلیسی: Robert Gumny؛ زادهٔ ۴ ژوئن ۱۹۹۸) بازیکن فوتبال اهل لهستان است.
از باشگاه‌هایی که در آن بازی کرده‌است می‌توان به باشگاه فوتبال لخ پوزنان اشاره کرد.
وی همچنین در تیم‌های ملی فوتبال زیر ۱۹ سال لهستان، زیر ۲۱ سال لهستان، و لهستان بازی کرده‌است.